# Adriatisk stör
Adriatisk stör (Acipenser naccarii) är en art av släktet Acipenser som finns i Adriatiska havet men som troligtvis är så gott som utrotad i vilt tillstånd. 

## Utseende
En avlång fisk, som alla störar utan fjäll men i stället klädd med flera, stora benplattor, och med en ryggfena som sitter långt bak. Denna har 36 till 48 mjukstrålar, medan analfenan har 24 till 31. Nosen är ganska trubbig i spetsen och mycket bred, samt är försedd med 4 skäggtömmar placerade långt fram, ganska långt från munnen. Den har olivbrun rygg med ljusare sidor och vit buk. Som mest kan den bli 200 cm lång och väga 25 kg.

## Vanor
Den adriatiska stören lever i havet nära flodmynningar. Den kan gå upp i flodernas sötvatten, men tros undvika rent saltvatten. Födan består av bottenlevande, ryggradslösa djur och småfisk. I maj till juli går den upp i stora, djupa floder för att leka över sand- och dybotten.

## Utbredning
Utbredningsområdet var ursprungligen Adriatiska havet och floder i Albanien, Kroatien, Grekland, Italien, Montenegro och Serbien. I dag är den troligtvis utrotad i vilt tillstånd utom möjligtvis några få i Pofloden. Dessa kan emellertid mycket väl vara odlade fiskar som släppts från fiskodlingar.

## Status
Den adriatiska stören är klassificerad som akut hotad ("CR", underklassificering "A2bcde" samt "B2ab(i,ii,iii,iv,v)"). Man antar att den är utrotad i det vilda. Man har gjort framgångsrika försök med fiskodling i Italien, och även återinplanterat fiskar i Grekland, men man har inte lyckats få några av de uppfödda fiskarna att föröka sig i det fria. Osäkerhet råder i och för sig om dess närvaro i Spanien. Främsta orsaken till dess nedgång har varit överfiske, både lagligt och olagligt, och då främst av icke-könsmogna individer. Dessutom har vattenföroreningar och konkurrens från fiskar som malen också spelat in.